# Faijum (guvernement)

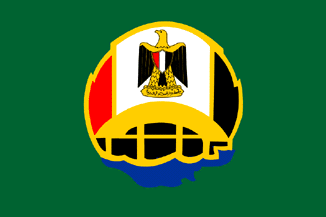
Guvernementets flagga

Lägeskarta

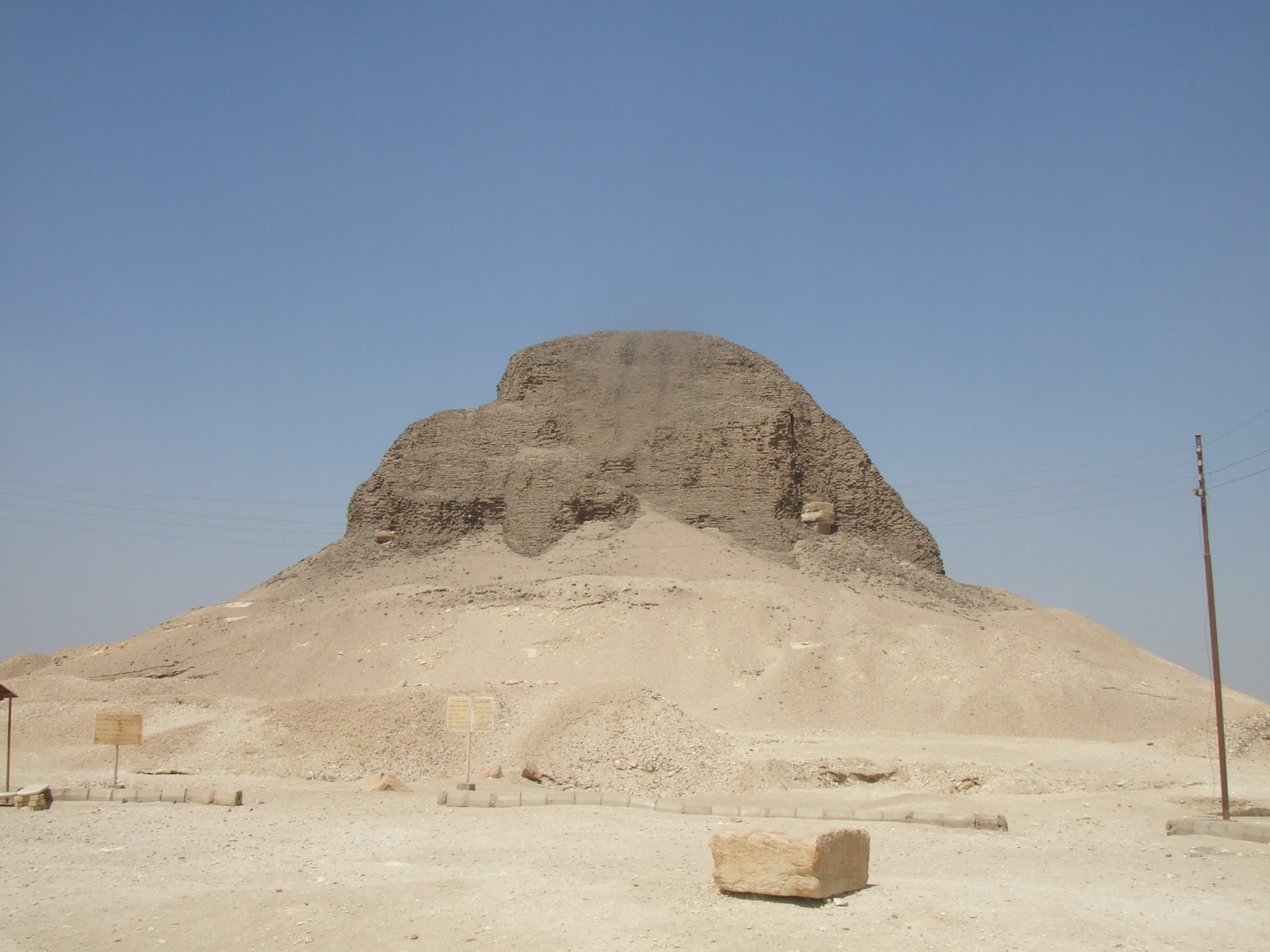
vy över El-Lahun pyramiden

Guvernementet Faijum (arabiska: محافظة الفيوم, Muhafazat al-Fayyum) är ett av Egyptens 27 muhāfazāt (guvernement). Guvernementet ligger i landets norra del (Nedre Egypten) och gränsar mot Libyska öknen.

## Geografi
Guvernementet har en yta på cirka 6 068 km²med cirka 3,5 miljoner invånare. Befolkningstätheten är cirka 575 invånare/km².
Saltsjön Birkat al-Qarun som upptogs på Ramsarlistan (Ramsar nr 2040) 2012 ligger nordväst om staden Fayoum.
Fornlämningen El-Lahun-pyramiden (efter fornegyptiske faraon Senusret II) ligger sydöst om Fayoum.
Området Wadi Al-Hitan som upptogs på Unescos världsarvslista 2005 ligger väst om Fayoum.

## Förvaltning
Guvernementets ISO 3166-2 kod är EG-FYM och huvudort är oasen Fayoum. Guvernementet är ytterligare underdelad i 6 markas (områden), 1 kism (distrikt) och 1 stad.
Andra större städer är Ibshawāy, Iṭsā och Sinnūris.